# Södermanlands runinskrifter 39
Södermanlands runinskrifter 39, med signum Sö 39, är en runristning på en bergvägg vid Åda och Trosa bro i Vagnhärads socken, Södermanland. Ristningen är 1,22 meter hög och 1,45 meter bred. Runhöjden är 9-13 centimeter.
På samma ställe finns även runhällen Sö 359 och på andra sidan vägen finns runstenen Sö 36. De tre runristningarna har haft en placering utmed en forntida väg som här ledde fram till en broförbindelse, sannolikt en föregångare till Trosa bro. Hällens ornamentik består av en cirkelrund runslinga som inramar ett fyrfotadjur och jämte mindre bislingor fyller djuret ut hela motivets inre yta. 

## Inskriften
Translitterering av runraden:
: hermoþr : lit : hagua : at : barkuiþ : bruþur : sin : h[an] trukn-þi : [a] lf:lanti :
Normalisering till runsvenska:
Hærmoðr let haggva at Bergvið/Barkvið, broður sinn. Hann drunkn[a]ði a Liflandi.
Översättning till nusvenska:
Härmod lät hugga efter Bergvid/Barkvid, sin broder. Han drunknade i Livland.
Livland där brodern Bergvid drunknade låg mellan Estland och Semgallen.